# Arnaud Nordin
Arnaud Nordin, född 17 juni 1998, är en fransk fotbollsspelare som spelar för Montpellier.

## Karriär
Nordin spelade som ung för Gobelins och Créteil innan han 2013 gick till Saint-Étienne. Nordin debuterade i Ligue 1 den 25 september 2016 i en 3–1-vinst över Lille, där han blev inbytt i den 32:a minuten mot Ronaël Pierre-Gabriel och även gjorde sitt första mål. Den 2 oktober 2016 spelade Nordin sin första match från start i en 2–0-förlust mot Lyon. I november 2016 skrev han på sitt första proffskontrakt med Saint-Étienne. Nordin spelade totalt 19 tävlingsmatcher och gjorde två mål för Saint-Étienne under säsongen 2016/2017.
Den 7 augusti 2017 lånades Nordin ut till Ligue 2-klubben Nancy på ett säsongslån. En vecka senare debuterade han i en 0–0-match mot Nîmes. Den 21 april 2018 gjorde Nordin två mål i en 2–1-vinst över AJ Auxerre. Totalt spelade han 30 tävlingsmatcher och gjorde sex mål för Nancy under säsongen 2017/2018.
Inför säsongen 2018/2019 återvände Nordin till Saint-Étienne och han spelade totalt 27 tävlingsmatcher och gjorde tre mål under säsongen. I mars 2019 förlängde Nordin sitt kontrakt i klubben fram till juni 2022. Säsongen 2019/2020 spelade han 28 tävlingsmatcher och gjorde tre mål.
Den 13 juni 2022 värvades Nordin av Montpellier.